# Ivshinagnostus
Ivshinagnostus là một chi bọ ba thùy thuộc bộ Agnostida, đã từng tồn tại ở nơi nay là Kazakhstan. Nó đã được mô tả bởi Ergaliev vào năm 1980, và loài đặc trưng là Ivshinagnostus ivshini.